# Letiště Menorca
Letiště Menorca (španělsky Aeropuerto de Menorca, katalánsky Aeroport de Menorca) je mezinárodní letiště (ICAO: LEMH, IATA: MAH) v Maó-Mahónu, hlavním městě španělského ostrova Menorca.
Jedná se o mezinárodní letiště se spojením jak na ostatní Baleárské ostrovy, tak na španělský poloostrov a také do několika evropských zemí: především Velké Británie, Francie, Německa a Itálie. Nachází se 4 km od města Maó-Mahón. V roce 2017 tímto letištěm prošlo 3 434 615 cestujících, bylo uskutečněno 30 293 letových operací a přepraveno 1 474 tun zboží.

## Historie letiště
Letiště mělo původně stát v Ciutadelle, zdejší chovatelé krav se však obávali, že jim hluk z letadel bude skot plašit. Lobbovali proto za otevření letiště v Maó-Mahónu.
Letiště bylo otevřeno 24. března 1969, kdy byly všechny civilní služby převedeny ze sousedního letiště v San Luis, které nyní slouží jako letecká škola.
Dne 14. září 2006 došlo k částečnému zřícení střechy v nové části terminálu, která prošla stavební prací. Havárie mohla být způsobena nárůstem hmotnosti dešťové vody. Trosky dočasně uvěznily 20 lidí a zranily tři pracovníky. Před začátkem sezóny roku 2008 byla dokončena velká oprava letiště. Letiště má 16 gatů, z nichž 5 je propojeno pomocí nástupních mostů do hlavní terminálové budovy.